# 小幡誠
小幡 誠（おばた まこと、1981年8月25日 - ）は、日本の俳優。

## 出演作品

### 映画
- 俺は、君のためにこそ死ににいく
- ハンサム☆スーツ

### テレビドラマ
- 篤姫
- 硫黄島〜戦場の郵便配達〜
- ULTRASEVEN X - ドラッグシンジケートの一員
- ウルトラマンネクサス - 怪物バンニップを噂する人々の声
- H2〜君といた日々
- オルトロスの犬
- 示談公証人 ゴタ消し - スーパーの警備員
- ささるぅ
- LIAR GAME Season 2 - 学生
- ラブ♥シャッフル
- ROOKIES - 岡崎一樹
- S -最後の警官- - SAT隊員

### ゲーム
- ファイナルファンタジーXIII - スノウ・ヴァリアース（モーションアクター）
- ファイナルファンタジーXIII-2 - スノウ・ヴィリアース（モーションアクター）
- ファイナルファンタジーXV - グラディオラス・アミシティア（モーションアクター）